# Бойові порядки для вторгнення Росії в Україну (2022)
Нижче наведено бойові порядки під час вторгнення Росії в Україну 2022 року.

## Війська Росії та союзників
(Верховний головнокомандувач: Президент Володимир Путін)
- Міністерство оборони (генерал армії Сергій Шойгу)
  - Збройні сили Російської Федерації (генерал армії Валерій Герасимов)
    - Сухопутні війська Російської Федерації (генерал армії Олег Салюков)
      - 41-ша загальновійськова армія (генерал-майор Сергій Рижков[ru])
        - 35-та окрема мотострілецька бригада[1]
        - 74-та окрема мотострілецька бригада (генерал-майор Фарід Балалієв)[2]
        - 90-та танкова дивізія[3]

      - 138-ма окрема мотострілецька бригада[4]
      - 200-та окрема мотострілецька бригада[5]
      - 1-ша танкова армія (генерал-лейтенант Сергій Кісель)[6]
        - 4-та танкова дивізія (генерал-майор Володимир Завадський)
          - 96-та розвідувальна бригада[7]
          - 423-й гвардійський мотострілецький полк[8]

        - 47-ма танкова дивізія
          - 26-й танковий полк[7]

      - 2-га загальновійськова армія
        - 15-та окрема мотострілецька бригада[7]

      - 22-й армійський корпус
        - 126-та окрема бригада берегової оборони[9]

      - 6-та загальновійськова армія
        - 25-та окрема мотострілецька бригада[9]

      - 58-ма загальновійськова армія
        - 42-га мотострілецька дивізія[9]

      - 36-та загальновійськова армія
        - 5-та окрема танкова бригада[10]

      - 35-та загальновійськова армія
        - 64-та окрема мотострілецька бригада[11]

      - 20-та загальновійськова армія[4]
      - 8-ма гвардійська армія
        - 150-та мотострілецька дивізія
          - 102-й мотострілецький полк[7]

      - 5-та загальновійськова армія[10]

    - Військово-морський флот Російської Федерації (адмірал Микола Євменов)
      - Чорноморський флот ВМФ Росії (адмірал Ігор Осипов)
        - Москва[12]
        - Василь Биков[12]

      - Північний флот ВМФ Росії (адмірал Олександр Моїсеєв[ru])[5]
      - Морська піхота Росії (генерал-лейтенант Олександр Колпаченко)
        - 61-ша окрема бригада морської піхоти[12]

    - Повітряно-космічні сили Росії (генерал армії Сергій Суровікін)
      - Повітряні сили РФ (генерал-лейтенант Сергій Дронов)
        - 11-та армія ВПС і ППО
          - 23-й винищувальний авіаційний полк[10]

    - Повітрянодесантні війська РФ (генерал-полковник Андрій Сердюков)[13]
      - 45-та окрема бригада спеціального призначення[4]
      - 11-та окрема десантно-штурмова бригада[14]
      - 31-ша окрема десантно-штурмова бригада[9]
      - 7-ма десантно-штурмова дивізія[15]
      - 76-та десантно-штурмова дивізія
        - 234-й гвардійський десантно-штурмовий полк[9]
        - 247-й гвардійський десантно-штурмовий полк[16]
        - 104-й десантно-штурмовий полк[7]

  - ГРУ (адмірал Ігор Костюков)
    - 10-та окрема бригада спеціального призначення[10]
- Сили спеціальних операцій (генерал-майор Валерій Флюстіков)[17]
- Національна гвардія Росії (генерал армії Віктор Золотов)[18]
- Міністерство внутрішніх справ (міністр Володимир Колокольцев)
  - поліція Росії
  - кадирівці (глава: Рамзан Кадиров)[19][20]
    - 141st Motorized Regiment[19][20][21]
- ФСБ (генерал армії Олександр Бортников)
  - Прикордонна служба ФСБ Росії[9]
- російські воєнізовані формування
  - Союз добровольців Донбасу[22]
- найманці
  - ПВК Вагнера[23]

 (головнокомандувач: Денис Пушилін)
- «Народна міліція ДНР» (генерал-майор Денис Синенков)

 (головнокомандувач: Леонід Пасічник)
- «Народна міліція ЛНР» (полковник Ян Лещенко)

## Війська України та її союзників
- (Верховний головнокомандувач: Президент Володимир Зеленський)
  - Міністерство оборони (міністр Олексій Резніков)
    - Збройні сили України (генерал Валерій Залужний)
    - Генштаб ЗСУ (генерал-лейтенант Сергій Шаптала)
      - Сухопутні війська України (генерал-полковник Олександр Сирський)
        - 101-ша окрема бригада охорони ГШ[24]
        - 10-та окрема гірсько-штурмова бригада[25] (полковник Василь Зубанич)
        - 93-тя механізована бригада[26]
        - 57-ма мотопіхотна бригада[27]
        - 1-ша танкова бригада[28]
        - 53-тя механізована бригада[29]
        - 24-та механізована бригада[30]
        - 302-й зенітний ракетний полк[31]
        - 14-та механізована бригада[10]

      - Сили спеціальних операцій ЗСУ (генерал-майор Григорій Галаган)
      - Національна гвардія України (генерал-майор Юрій Лебідь)
        - 4-та бригада оперативного призначення НГ[32]
        - полк «Азов»[33]
        - батальйон «Донбас»

      - Військово-морські сили Збройних сил України (контрадмірал Олексій Неїжпапа)
        - Морська піхота України
          - 36-та бригада морської піхоти[29]

      - Повітряні сили ЗСУ (генерал-майор Микола Олещук)
        - 40-ва бригада тактичної авіації[34]
        - 299-та бригада тактичної авіації[35]
        - 114-та бригада тактичної авіації[3]

      - Десантно-штурмові війська України
        - 79-та десантно-штурмова бригада[36]

      - Сили територіальної оборони
        - 112-та бригада територіальної оборони
          - 30-й батальйон тероборони[37]
          - 130-й батальйон тероборони[38]

        - 122-га бригада територіальної оборони[39]
        - Інтернаціональний легіон територіальної оборони України[40][41]
          - Комітет спротиву[42]

      - народне ополчення України[43]

  - Головне управління розвідки
  - Державна прикордонна служба[44]
  - Міністерство внутрішніх справ (міністр Денис Монастирський)
    - Національна поліція[45][46][47]
      - Патрульні батальйони спеціального призначення
        - Батальйон поліції «Харків»[48]

      - Служба безпеки
        - спецпідрозділ «Альфа»[49]

  - українські воєнізовані формування[50]
    - Правий сектор
      - Добровольчий український корпус[51]
- Іноземні добровольці
  - грузинські добровольці
    - Грузинський легіон[52]

  - чеченські добровольці
    - батальйон імені Джохара Дудаєва[53]

  - хорватські добровольці[54]
  - білоруські добровольці
    - Батальйон імені Кастуся Калиновського[55]

  - російські добровольці
    - Легіон «Свобода Росії»[56]